# 大師前站

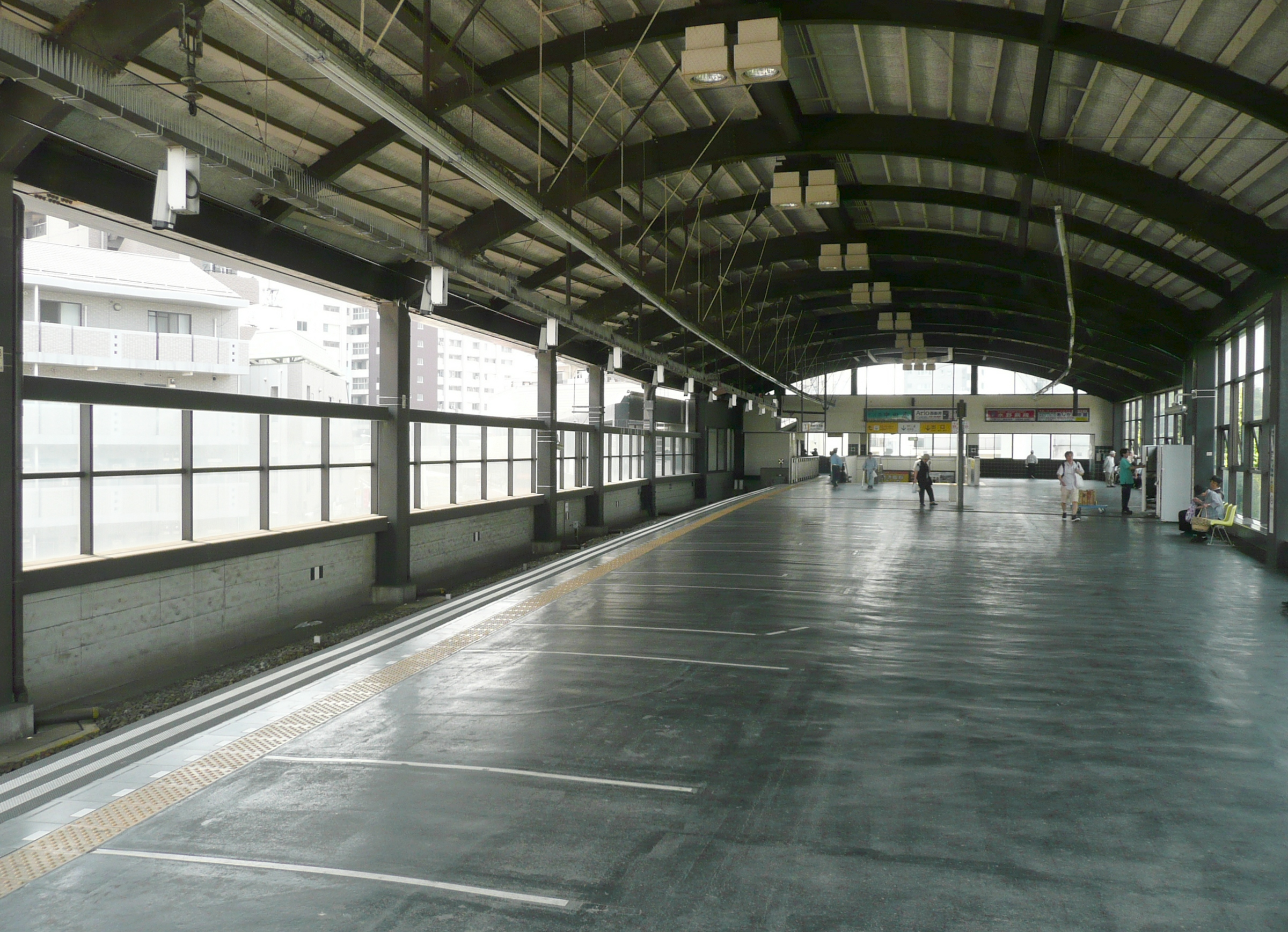
月台（後方為出入口。2011年5月）

大師前站（日语：／ Daishimae eki */?）位於日本東京都足立區西新井一丁目，是東武鐵道大師線的鐵路車站。車站編號是TS 51。

## 歷史
- 1931年（昭和6年）12月20日 - 開業
  - 當時是以東武西板線的車站開業，為西新井站與上板橋站連結計劃路線上的第一期區間。
  - 當時淺草雷門站（現淺草站）有開行直通本站的2輛編組電車。
- 1945年（昭和20年）5月20日 - 停止營業。
- 1947年（昭和22年）5月21日 - 重新營業。
- 1968年（昭和43年）12月1日 - 因環七通拓寬而遷移。
- 1991年（平成3年）7月 - 高架化。
- 2012年（平成24年）3月17日 - 導入車站編號「TS 51」[1]。
- 2015年（平成27年）3月27日 - 導入發車音樂。

## 車站結構
單式月台1面1線的高架車站。構造上可改成1面2線的島式月台，但月台北側已填作月台，因此月台比起車站規模較為寬廣。
地面與月台之間設有電梯與上行專用電扶梯，車站大樓有診療所等入駐。
車站高架下有東武巴士中央西新井營業所。
原先車站在現址南側的環七對向。地面車站時代是乘車月台與下車月台分離的港灣式月台構造。
| 月台 | 路線   | 方向 | 目的地     |
| ---- | ------ | ---- | ---------- |
| 1    | 大師線 | 上行 | 西新井方向 |

### 特色
本站是東京都區部除了路面電車與新交通系統以外少見的無人車站。也是東武鐵道使用人次最多的無人車站。
站內沒有自動驗票閘門、自動售票機、自動精算機等設備。本站的乘車券發售與驗票機能都在西新井站內的轉乘通道上。其他採取相同方式的還有名鐵築港線東名古屋港站與山陽本線（和田岬線）和田岬站。
車站窗口僅有在正月等西新井大師參拜客眾多的時期才開放。

## 使用情況
2017年度1日平均上下車人次為14,170人。自從2008年車站西側的日暮里-舍人線開通，西新井大師西站與江北站的開業分流了本站乘客量，近年的上下車人次僅是過去巔峰時期的一半左右。
近年1日平均上下、上車人次的推移如下表。
| 年度               | 1日平均 上下車人次 | 1日平均 上車人次 | 來源     |
| ------------------ | ------------------ | ---------------- | -------- |
| 1974年（昭和49年） |                    | 14,509           | [ * 1 ]  |
| 1975年（昭和50年） |                    | 14,455           | [ * 2 ]  |
| 1976年（昭和51年） |                    | 14,684           | [ * 3 ]  |
| 1977年（昭和52年） |                    | 15,118           | [ * 4 ]  |
| 1978年（昭和53年） |                    | 14,934           | [ * 5 ]  |
| 1979年（昭和54年） |                    | 14,385           | [ * 6 ]  |
| 1980年（昭和55年） |                    | 13,649           | [ * 7 ]  |
| 1981年（昭和56年） |                    | 14,348           | [ * 8 ]  |
| 1982年（昭和57年） |                    | 14,140           | [ * 9 ]  |
| 1983年（昭和58年） |                    | 13,988           | [ * 10 ] |
| 1984年（昭和59年） |                    | 14,455           | [ * 11 ] |
| 1985年（昭和60年） |                    | 14,774           | [ * 12 ] |
| 1986年（昭和61年） |                    | 14,893           | [ * 13 ] |
| 1987年（昭和62年） |                    | 14,119           | [ * 14 ] |
| 1988年（昭和63年） |                    | 14,335           | [ * 15 ] |
| 1989年（平成元年） |                    | 14,244           | [ * 16 ] |
| 1990年（平成02年） |                    | 14,127           | [ * 17 ] |
| 1991年（平成03年） |                    | 13,802           | [ * 18 ] |
| 1992年（平成04年） |                    | 13,030           | [ * 19 ] |
| 1993年（平成05年） |                    | 12,802           | [ * 20 ] |
| 1994年（平成06年） |                    | 12,116           | [ * 21 ] |
| 1995年（平成07年） |                    | 11,435           | [ * 22 ] |
| 1996年（平成08年） |                    | 10,703           | [ * 23 ] |
| 1997年（平成09年） |                    | 10,230           | [ * 24 ] |
| 1998年（平成10年） | 19,693             | 9,896            | [ * 25 ] |
| 1999年（平成11年） | 19,029             | 9,626            | [ * 26 ] |
| 2000年（平成12年） | 18,895             | 9,622            | [ * 27 ] |
| 2001年（平成13年） | 18,888             | 9,604            | [ * 28 ] |
| 2002年（平成14年） | 18,801             | 9,550            | [ * 29 ] |
| 2003年（平成15年） | 18,816             | 9,584            | [ * 30 ] |
| 2004年（平成16年） | 18,306             | 9,256            | [ * 31 ] |
| 2005年（平成17年） | 18,132             | 9,144            | [ * 32 ] |
| 2006年（平成18年） | 18,203             | 9,165            | [ * 33 ] |
| 2007年（平成19年） | 18,033             | 8,988            | [ * 34 ] |
| 2008年（平成20年） | 16,233             | 8,061            | [ * 35 ] |
| 2009年（平成21年） | 15,228             | 7,544            | [ * 36 ] |
| 2010年（平成22年） | 14,465             | 7,133            | [ * 37 ] |
| 2011年（平成23年） | 13,243             | 6,661            | [ * 38 ] |
| 2012年（平成24年） | 13,400             | 6,719            | [ * 39 ] |
| 2013年（平成25年） | 13,613             | 6,818            | [ * 40 ] |
| 2014年（平成26年） | 13,516             | 6,769            | [ * 41 ] |
| 2015年（平成27年） | 13,940             | 6,981            | [ * 42 ] |
| 2016年（平成28年） | 13,999             | 7,008            | [ * 43 ] |
| 2017年（平成29年） | 14,170             |                  |          |

## 車站周邊
站名來自附近的西新井大師（總持寺）。
- 環七通
- 西新井警察署（日语：西新井警察署）大師前交番
- 足立區役所西新井区民事務所
- 足立西新井郵便局
- 東武store（日语：東武ストア）
- 大內醫院（日语：大内病院）
- 西新井醫院（日语：西新井病院）

### 巴士路線
最近的巴士站有「西新井大師」、「西新井大師前」、「西新井車庫」。以下路線巴士由東武巴士中央、國際興業、東京都交通局（都營巴士）運行。
| 乘車處                                                                       | 系統         | 主要行經地                              | 目的地           | 業者 | 營業所 | 備註             |
| ---------------------------------------------------------------------------- | ------------ | --------------------------------------- | ---------------- | ---- | ------ | ---------------- |
| 車庫內乘車處－巴士站名：西新井大師                                           |              |                                         |                  |      |        |                  |
| 1號                                                                          | 北01         | 本木新道                                | 北千住站         | 東武 | 西新井 |                  |
| 2號                                                                          | 北02         | （不經西新井站西口）100號線、關原二丁目 | 北千住站         | 東武 | 西新井 | 僅平日早晨       |
| 2號                                                                          | 北03         | 西新井站西口、100號線、關原二丁目       | 北千住站         | 東武 | 西新井 |                  |
| 2號                                                                          | 臨時         | 島根三丁目、綾瀨警察署                  | 龜有站北口       | 東武 | -      | 新年三日運行     |
| 南側環七通上乘車處－巴士站名：西新井大師前（東武、都營）、西新井大師（國際） |              |                                         |                  |      |        |                  |
| 3號                                                                          | 西01         | 西新井陸橋                              | 西新井站西口     | 東武 | 足立   |                  |
| 3號                                                                          | 王40甲       | 西新井陸橋                              | 西新井站西口     | 都營 | 北     |                  |
| 3號                                                                          | 赤27、27-2   | 西新井陸橋                              | 西新井站西口     | 國際 | 赤羽   | 深夜巴士         |
| 3號                                                                          | 王30         | 島根三丁目、綾瀨警察署                  | 龜有站北口       | 東武 | 葛飾   | 白天兩班         |
| 3號                                                                          | 王49         | 島根三丁目、梅島站                      | 千住車庫         | 都營 | 千住   |                  |
| 3號                                                                          | 王49折返     | 島根三丁目                              | 足立區役所       | 都營 | 千住   |                  |
| 4號 （西）                                                                   | 王40甲       | 荒川土手、豐島五丁目團地、王子站        | 池袋站東口       | 都營 | 北     |                  |
| 4號 （西）                                                                   | 王40甲       | 荒川土手、豐島五丁目團地、王子站        | 北車庫           | 都營 | 北     | 僅出入庫         |
| 4號 （西）                                                                   | 王40甲       | 荒川土手                                | 豊島五丁目團地   | 都營 | 北     |                  |
| 4號 （東）                                                                   | 西01         | 江北六丁目團地、皿沼不動                | 皿沼循環         | 東武 | 足立   |                  |
| 4號 （東）                                                                   | 西01         | 江北六丁目團地、皿沼不動                | 鹿濱中學校       | 東武 | 足立   | 僅末班車時段     |
| 4號 （東）                                                                   | 王30         | 鹿濱橋、王子五丁目                      | 王子站           | 東武 | 葛飾   | 白天兩班         |
| 4號 （東）                                                                   | 王49、折返   | 鹿濱橋、王子五丁目                      | 王子站           | 都營 | 千住   |                  |
| 4號 （東）                                                                   | 王49折返     | 鹿濱橋、Heart Island東                  | 王子站           | 都營 | 千住   | 僅平日白天       |
| 4號 （東）                                                                   | 赤27         | 鹿濱橋、東十條四丁目                    | 赤羽站東口       | 國際 | 赤羽   | 深夜巴士         |
| 4號 （東）                                                                   | 赤27-2       | 鹿濱橋、東十條四丁目                    | 赤羽車庫         | 國際 | 赤羽   | 出入庫、深夜巴士 |
| 西新井車庫東側乘車處－巴士站名：西新井車庫                                   |              |                                         |                  |      |        |                  |
| 5號                                                                          | 西03         | 西新井消防署、伊興住區中心              | 流通中心         | 東武 | 足立   |                  |
| 5號                                                                          | 西04         | 西新井消防署、伊興住區中心              | 竹之塚車庫       | 東武 | 足立   |                  |
| 5號                                                                          | 西07         | 谷在家公園、鹿濱                        | 鹿濱都市農業公園 | 東武 | 足立   |                  |
| 5號                                                                          | 西11         | 伊興三丁目、舍人公園站                  | 見沼代親水公園站 | 國際 | 川口   | 春風3號          |
| 5號                                                                          | 赤23         | 西新井大師西站、鹿濱、荒川大橋          | 赤羽駅東口       | 國際 | 赤羽   |                  |
| 6號                                                                          | 西03、04、07 | 西新井陸橋                              | 西新井站西口     | 東武 | 足立   |                  |
| 6號                                                                          | 西11         | 西新井陸橋                              | 西新井站西口     | 國際 | 川口   | 春風3號          |
| 6號                                                                          | 赤23         | 西新井陸橋                              | 西新井站西口     | 國際 | 赤羽   |                  |

## 相鄰車站
東武鐵道
 大師線
西新井（TS 13）－大師前（TS 51）

## 外部連結
- 大師前（車站資訊） - 東武鐵道